# Faughart
Faughart, o Fochart (in irlandese antico: Focherd o Fochaird), è una rovina e sito di culto del primo cristianesimo a nord di Dundalk, nella contea di Louth, in Irlanda.

## Descrizione
È un luogo popolare per i moderni pellegrinaggi, nel 451 diede i natali a santa Brigida, una delle sue reliquie è tutt'oggi custodita in una chiesa della vicina Kilcurry.
Nel cimitero sulla collina (54°03′05.84″N 6°23′03.33″W) poco sopra il santuario è sepolto Edward Bruce che, dopo aver conquistato il titolo di re d'Irlanda, fu sconfitto e ucciso nella battaglia di Faughart del 1318. I punti d'interesse riguardano santa Brigida: la pietra, il pilastro, il pozzo ed il santuario; i moderni siti religiosi dedicati sempre alla santa, che attirano migliaia di pellegrini e turisti, fornendo così un enorme impulso all'economia locale. 
Le rovine del sito includono un forte dell'età del ferro, una motta castrale normanna ed una chiesa medievale.
Situata 3 km a nord di Dundalk e 6 km a sud di Forkhill, all'estremità meridionale del passo di Moyry, rivestì un'enorme importanza strategica per molti secoli e fu teatro di numerose battaglie. Una di queste fu combattuta da Cú Chulainn nel Táin Bó Cúailnge.

## Etimologia
Il nome precedente del luogo era Ard Aignech, ed è divenuto Focherd  (o Fochaird, dall'irlandese fó cerd, lett. «grande impresa») a memoria dell'impresa d'armi ivi compiuta da Cú Chulainn, descritta nel Táin Bó Cúailnge: 14 degli uomini più valorosi dell'esercito di Medb lo assalgono, scagliandoli le loro lance, ma lui le schiva e li uccide tutti.

## Battaglie

### 248 d.C.
Battaglia combattuta tra Cormac mac Airt, Sommo Re d'Irlanda, contro Storno (Starno), re di Lochlin.

### 732 d.C.
La data del 732, o 735, è data per la battaglia tra Áed Allán, re d'Irlanda, e Áed Róin, re di Ulaid. Áed Róin e Conchad mac Cúanach di Uí Echach Cobo furono uccisi, con Áed Róin decapitato sulla Cloch an Commaigh (Pietra della decapitazione) situata vicino alla porta della vecchia chiesa di Faughart. Questo conflitto è nato a seguito di una richiesta del vescovo Congus. Gli Annali dei Quattro Maestri riportano la storia come segue durante l'anno 732:
Della stessa battaglia si diceva:"Il massacro degli Ulidiani con Aedh Roin [fu compiuto] da Aedh Allan, re d'Irlanda. Per il loro coigny a Cill-Cunna ha messo le suole al collo"»
Un proverbio irlandese è nato da questo incidente: Torad penne Congusa ("il frutto della penna di Congus"), cioè la caduta dell'Ulaid è il risultato della lettera di Congus.

### 1318 d.C.
Fu combattuta il 14 ottobre 1318 tra una forza iberno-normanna guidata da John de Bermingham, 1º conte di Louth, ed Edmund Butler, conte di Carrick e un esercito scozzese-irlandese comandato da Edward Bruce, fratello di Robert Bruce, Re degli Scozzesi, che era stato salutato come re d'Irlanda da alcuni capi irlandesi.